# Dífilo

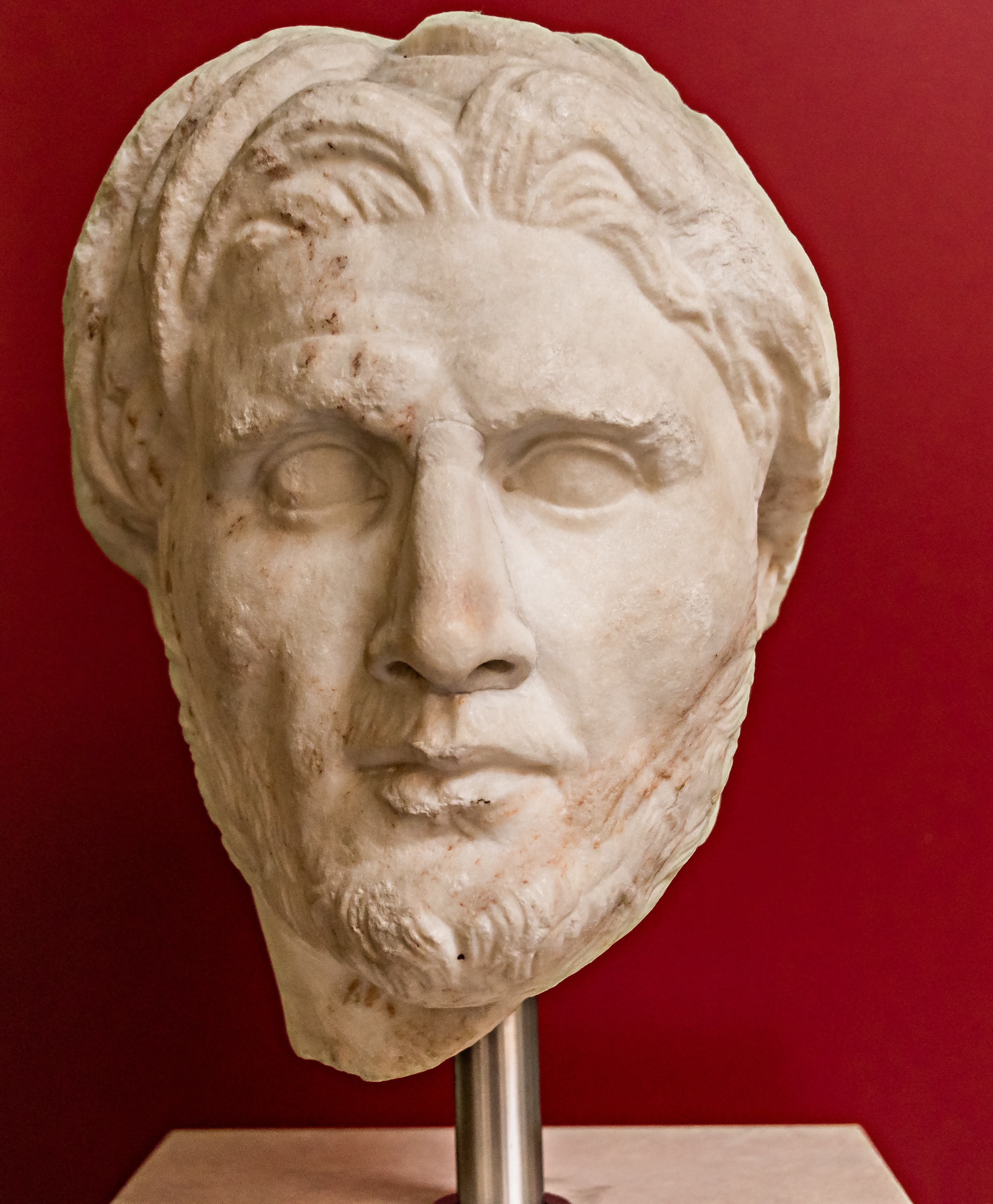
Busto del poeta Diphilus, que nació en Sinope.

Dífilo de Sinope (griego antiguo Δίφιλος, latín Diphilus; 2.ª mitad del siglo IV a. C. - comienzos del siglo III a. C.), fue un autor dramático griego, perteneciente a la llamada Comedia nueva, formada por autores como Menandro, Filemón o Apolodoro de Caristo.
A pesar de que probablemente pasó la mayor parte de su vida en Atenas, no llegó a obtener la ciudadanía ateniense. Fue amante de Gnatena, una hetera. Su hermano Diodoro también se dedicó a la comedia. Falleció en Esmirna.

## Obras
Según el tratado anónimo titulado Sobre la comedia, Dífilo escribió 100 obras. Tres de sus comedias fueron premiadas en las Leneas. Aunque no se ha conservado ninguna completa, sino solo escasos fragmentos, se conocen los títulos de muchas de ellas a través de citas de autores como Ateneo de Naucratis, Juan Estobeo, el Antiaticista y Focio, entre otros. Estos títulos conocidos son:
- Ignorancia
- Los hermanos
- Conquistamuros (también conocida como El eunuco o El soldado)
- Sanos y salvos
- La ungidora
- Amastris
- Anagiro (también conocida como El que no tiene dinero)
- El insaciable
- El apóbata
- La que se separa
- El baño público
- El de Beocia
- La boda
- Las Danaides
- La que mucho se equivoca
- Los reclamantes
- Hécate
- Los guardaolivares
- Los que toman eléboro
- El mercader
- Las ofrendas funerarias
- El demandante
- La heredera
- El arbitraje
- El eunuco
- El pintor
- Los embaucadores
- Heracles
- El héroe
- Los devotos
- El tesoro
- Teseo
- El citaredo
- Los que se lo echan a suertes
- La de Léucade
- Las lemnias
- El loco
- Los misántropos
- El pequeño monumento
- Los pederastas
- La concubina
- El licenciado
- El parásito
- Las Pelíades
- La alforja
- El plintóforo
- El entrometido
- Pirra
- Safo
- El de Sicilia
- El soldado
- Los que mueren juntos
- Los hermanos de leche
- Sinóride
- El degollado
- La balsa
- Telesias
- El ama seca
- Titraustes
- Los hermanos enamorados entre sí
- Los filántropos
- El pozo
- El orfebre.

Por los títulos y fragmentos se deduce que en muchas de sus obras trató enredos amorosos en las que empleó el equívoco e intrigas; en otras abordó temas de viajes, largas ausencias, hallazgos de tesoros o determinados oficios. Por otra parte, entre sus obras algunas poseen tema mitológico, factor que lo une a la Comedia antigua.
Algunas de sus obras fueron adaptadas o contaminadas con otras por los comediógrafos romanos como Plauto en su Casina, Rudens y Vidularia así como una escena de Adelphoe de Terencio.